# La Roque-sur-Cèze
La Roque-sur-Cèze település Franciaországban, Gard megyében. Lakosainak száma 174 fő (2022. január 1.). La Roque-sur-Cèze Cornillon, Sabran, Saint-André-d’Olérargues, Saint-Laurent-de-Carnols, Saint-Michel-d’Euzet és Verfeuil községekkel határos.

## Népesség
A település népességének változása:
| Lakosok száma | 122  | 133  | 153  | 180  | 176  | 182  | 184  | 179  | 177  | 174  |
|               | 1968 | 1982 | 1990 | 2006 | 2013 | 2015 | 2017 | 2019 | 2020 | 2022 |